# مصطفى باي بن سليمان الأوزناجي
مصطفى باي بن سليمان الأوزناجي هو باي قسنطينة وحاكم بايلك الشرق ضمن أيالة الجزائر في العهد العثماني. امتد حكمه بين سنتي 1795 و1798 ليخلفه فيما بعد حاج مصطفى باي.